# Вулиця Байрактарів
Вулиця Байрактарів — вулиця в Покровському районі міста Кривий Ріг. 

## Історія
Вулиця з радянських часів носила назву "вулиця Горно-Алтайська".
28 жовтня 2022 року вулицю перейменували на честь турецького безпілотного літального апарата Bayraktar TB2.